# 中生动物
中生動物（學名：Mesozoa）是一類細小的海洋無脊椎寄生動物，目前仍不清楚牠们是由扁形動物退化而成，还是獨立發展而來。過去中生動物曾被劃為一個門或亞界，但分子遺傳學研究顯示中生動物實為多系群，由互不相關的動物類群所組成。

## 下級分類
中生動物有兩個主要的類群：菱形動物門和直泳動物門，有時也包括扁盤動物門和單胚動物門。

### 菱形動物門
菱形動物發現於頭足綱的原腎管內。牠們以二十至三十個細胞排成數公厘的長度，這些細胞包括前端的邊緣巢房和一個長條狀稱之為軸細胞的生殖細胞。軸細胞可以無性地發展成蟲狀的幼體，也可以生成卵和精子，以自體受精來產生纖毛滴幼蟲。
菱形動物門有三個屬：二胚蟲屬（Dicyema）、Pseudicyema 和 Dicyemennea。

### 直泳動物門
直泳動物發現於許多海洋无脊椎动物的身體間隙內，如組織間隙、生殖腺、氣囊等。此類病原體會導致不同物種的宿主喪失生殖能力。
最知名的直泳蟲為蛇尾的寄生蟲。

### 單胚動物門
單胚動物門只包含一個在19世纪時有過一次描述的物種，即鹹水蟲（Salinella salve），此後便再未發現過。因此，許多人懷疑單胚動物並非真實存在的類群。
根據描述，這種動物只有單層细胞组织。

## 演化
中生動物一度被認為是原生生物和動物之間演化的一個過渡型態，但現在，牠們則被認為是退化了或簡化了的動物。牠們的纖毛幼蟲和吸蟲的纖毛幼蟲相似，且牠們的內部增殖也和在吸蟲體內發生的現象相似。中生動物的 DNA 有較低的 GC 含量（40%）。此一數值和纖毛蟲相似，但纖毛蟲通常有雙細胞核。其他與中生動物相關的類群還包括環節動物、紐形動物和真渦蟲等。